# Steven Defour
Steven Arnold Defour (Mechelen, 15 aprile 1988) è un allenatore di calcio ed ex calciatore belga, di ruolo centrocampista.

## Carriera

### Club
Nel 2007-2008 è stato acquistato dallo Standard Liegi, che, dopo aver notato il talento del ragazzo, ha sborsato 700.000 euro per il giocatore, che all'epoca aveva uno stipendio di 270.000 euro all'anno e un contratto triennale. Dopo un buon primo anno, nel secondo si ripete con continuità e ottiene la maglia numero 8 e il posto da titolare. Dopo 3 anni, in scadenza di contratto, decide di rinnovarlo, firmando un contratto biennale con uno stipendio di 1.950.000 euro più bonus.
Il 17 agosto 2011 viene acquistato dai lusitani del Porto, firmando un contratto di cinque anni. Vi gioca però fino al 2014, mettendo a referto 65 presenze e 3 gol in campionato.
Nell'estate 2014 ritorna in Belgio per giocare nell'Anderlecht per una cifra di circa 6 milioni di euro con un contratto valido fino al 2019. Il 25 gennaio del 2015, in occasione della partita in trasferta contro i rivali dello Standard Liegi ed anche sua ex squadra; i tifosi dello Standard hanno accolto l'ex beniamino Steven con un mega-striscione esposto in curva (lungo tutto il settore) dove ritraeva Jason (il protagonista del film horror Venerdì 13), che decapita l'ex giocatore dello Standard, con la scritta "Rosso o morto".
Il primo "classico" di Defour non finisce nel migliore dei modi per il giocatore belga: al 53' (sullo 0-0), con un avversario a terra per infortunio, il centrocampista decide di mettere la palla fuori calciandola in maniera violentissima verso la tribuna dei suoi ex tifosi. L'arbitro estrae immediatamente il cartellino rosso ed espelle Defour, che abbandona il campo sotto i fischi dei fan avversari.

### Nazionale
Nel 2006 gioca la sua prima partita con la nazionale, della quale entrerà a far parte da titolare solo dal 2008. Nel 2010 segna il suo primo gol con la maglia del Belgio.
Partecipa al Campionato mondiale di calcio 2014 dove gioca solo una partita contro la Corea del Sud (partita vinta 1-0 per i belgi) e sempre in quella partita si farà anche espellere al 45' del primo tempo. Non viene convocato per gli Europei in Francia nel 2016 a causa di uno strappo al muscolo femorale.

## Statistiche

### Presenze e reti nei club
Statistiche aggiornate al termine della carriera da calciatore.
| Stagione              | Squadra               | Campionato            | Campionato | Campionato | Coppe nazionali | Coppe nazionali | Coppe nazionali | Coppe continentali | Coppe continentali | Coppe continentali | Altre coppe | Altre coppe | Altre coppe | Totale | Totale |
| Stagione              | Squadra               | Comp                  | Pres       | Reti       | Comp            | Pres            | Reti            | Comp               | Pres               | Reti               | Comp        | Pres        | Reti        | Pres   | Reti   |
| --------------------- | --------------------- | --------------------- | ---------- | ---------- | --------------- | --------------- | --------------- | ------------------ | ------------------ | ------------------ | ----------- | ----------- | ----------- | ------ | ------ |
| 2004-2005             | Genk                  | D1                    | 4          | 0          | CB              | 0               | 0               | -                  | -                  | -                  | -           | -           | -           | 4      | 0      |
| 2005-2006             | Genk                  | D1                    | 26         | 1          | CB              | 2               | 0               | CU                 | 1                  | 0                  | -           | -           | -           | 29     | 1      |
| Totale Genk           | Totale Genk           | Totale Genk           | 30         | 1          |                 | 2               | 0               |                    | 1                  | 0                  |             | -           | -           | 33     | 1      |
| 2006-2007             | Standard Liegi        | D1                    | 29         | 4          | CB              | 7               | 1               | UCL+CU             | 2+2                | 0                  | -           | -           | -           | 40     | 5      |
| 2007-2008             | Standard Liegi        | D1                    | 24         | 1          | CB              | 3               | 1               | CU                 | 3                  | 0                  | -           | -           | -           | 30     | 2      |
| 2008-2009             | Standard Liegi        | PL                    | 31+2       | 4+0        | CB              | 1               | 0               | UCL+CU             | 2+8                | 0                  | SB          | 1           | 0           | 45     | 4      |
| 2009-2010             | Standard Liegi        | PL                    | 11+2       | 1+0        | CB              | 0               | 0               | UCL+UEL            | 0+3                | 0                  | SB          | 1           | 0           | 17     | 1      |
| 2010-2011             | Standard Liegi        | PL                    | 22+5       | 3+0        | CB              | 5               | 0               | -                  | -                  | -                  | -           | -           | -           | 32     | 3      |
| ago. 2011             | Standard Liegi        | PL                    | 1          | 0          | CB              | -               | -               | -                  | -                  | -                  | SB          | 0           | 0           | 1      | 0      |
| Totale Standard Liegi | Totale Standard Liegi | Totale Standard Liegi | 118+9      | 13+0       |                 | 16              | 2               |                    | 20                 | 0                  |             | 2           | 0           | 165    | 15     |
| 2011-2012             | Porto                 | PL                    | 24         | 1          | CP+CdL          | 2+3             | 1+0             | UCL+UEL            | 6+2                | 0                  | SU          | -           | -           | 37     | 2      |
| 2012-2013             | Porto                 | PL                    | 25         | 2          | CP+CdL          | 2+5             | 0+1             | UCL                | 7                  | 1                  | SP          | 1           | 0           | 40     | 4      |
| 2013-2014             | Porto                 | PL                    | 16         | 0          | CP+CdL          | 6+4             | 1+0             | UCL+UEL            | 5+4                | 0                  | SP          | 1           | 0           | 36     | 1      |
| Totale Porto          | Totale Porto          | Totale Porto          | 65         | 3          |                 | 22              | 3               |                    | 24                 | 1                  |             | 2           | 0           | 113    | 7      |
| 2014-2015             | Anderlecht            | PL                    | 19+10      | 6+0        | CB              | 4               | 1               | UCL+UEL            | 4+2                | 0                  | SB          | -           | -           | 39     | 7      |
| 2015-2016             | Anderlecht            | PL                    | 26+6       | 1+1        | CB              | 1               | 1               | UEL                | 9                  | 0                  | -           | -           | -           | 42     | 3      |
| ago. 2016             | Anderlecht            | PL                    | 2          | 1          | CB              | -               | -               | UCL                | 2                  | 0                  | -           | -           | -           | 4      | 1      |
| Totale Anderlecht     | Totale Anderlecht     | Totale Anderlecht     | 47+16      | 8+1        |                 | 5               | 2               |                    | 17                 | 0                  |             | -           | -           | 85     | 11     |
| 2016-2017             | Burnley               | PL                    | 21         | 1          | FACup+CdL       | 3+0             | 1               | -                  | -                  | -                  | -           | -           | -           | 24     | 2      |
| 2017-2018             | Burnley               | PL                    | 24         | 1          | FACup+CdL       | 0+1             | 0               | -                  | -                  | -                  | -           | -           | -           | 25     | 1      |
| 2018-2019             | Burnley               | PL                    | 6          | 0          | FACup+CdL       | 2+1             | 0               | UEL                | -                  | -                  | -           | -           | -           | 9      | 0      |
| Totale Burnley        | Totale Burnley        | Totale Burnley        | 51         | 2          |                 | 7               | 1               |                    | -                  | -                  |             | -           | -           | 58     | 3      |
| 2019-2020             | Anversa               | PL                    | 11         | 0          | CB              | 1               | 0               | -                  | -                  | -                  | -           | -           | -           | 12     | 0      |
| 2020-2021             | Malines               | PL                    | 15+1       | 0+0        | CB              | 3               | 0               | -                  | -                  | -                  | -           | -           | -           | 19     | 0      |
| Totale carriera       | Totale carriera       | Totale carriera       | 337+26     | 27+1       |                 | 56              | 8               |                    | 62                 | 1                  |             | 4           | 0           | 485    | 37     |

### Cronologia presenze e reti in nazionale
| Cronologia completa delle presenze e delle reti in nazionale ― Belgio | Cronologia completa delle presenze e delle reti in nazionale ― Belgio | Cronologia completa delle presenze e delle reti in nazionale ― Belgio | Cronologia completa delle presenze e delle reti in nazionale ― Belgio | Cronologia completa delle presenze e delle reti in nazionale ― Belgio | Cronologia completa delle presenze e delle reti in nazionale ― Belgio | Cronologia completa delle presenze e delle reti in nazionale ― Belgio | Cronologia completa delle presenze e delle reti in nazionale ― Belgio |
| Data                                                                  | Città                                                                 | In casa                                                               | Risultato                                                             | Ospiti                                                                | Competizione                                                          | Reti                                                                  | Note                                                                  |
| --------------------------------------------------------------------- | --------------------------------------------------------------------- | --------------------------------------------------------------------- | --------------------------------------------------------------------- | --------------------------------------------------------------------- | --------------------------------------------------------------------- | --------------------------------------------------------------------- | --------------------------------------------------------------------- |
| 11-5-2006                                                             | Sittard                                                               | Belgio                                                                | 2 – 1                                                                 | Arabia Saudita                                                        | Amichevole                                                            | -                                                                     | 86’                                                                   |
| 24-5-2006                                                             | Genk                                                                  | Belgio                                                                | 3 – 3                                                                 | Turchia                                                               | Amichevole                                                            | -                                                                     | 46’ 77’                                                               |
| 6-9-2006                                                              | Erevan                                                                | Armenia                                                               | 0 – 1                                                                 | Belgio                                                                | Qual. Euro 2008                                                       | -                                                                     | 78’                                                                   |
| 7-2-2007                                                              | Bruxelles                                                             | Belgio                                                                | 0 – 2                                                                 | Rep. Ceca                                                             | Amichevole                                                            | -                                                                     |                                                                       |
| 24-3-2007                                                             | Lisbona                                                               | Portogallo                                                            | 4 – 0                                                                 | Belgio                                                                | Qual. Euro 2008                                                       | -                                                                     |                                                                       |
| 2-6-2007                                                              | Bruxelles                                                             | Belgio                                                                | 1 – 2                                                                 | Portogallo                                                            | Qual. Euro 2008                                                       | -                                                                     | 63’                                                                   |
| 6-6-2007                                                              | Helsinki                                                              | Finlandia                                                             | 2 – 0                                                                 | Belgio                                                                | Qual. Euro 2008                                                       | -                                                                     |                                                                       |
| 22-8-2007                                                             | Bruxelles                                                             | Belgio                                                                | 3 – 2                                                                 | Serbia                                                                | Qual. Euro 2008                                                       | -                                                                     | 84’                                                                   |
| 12-9-2007                                                             | Almaty                                                                | Kazakistan                                                            | 2 – 2                                                                 | Belgio                                                                | Qual. Euro 2008                                                       | -                                                                     | 51’                                                                   |
| 17-10-2007                                                            | Bruxelles                                                             | Belgio                                                                | 3 – 0                                                                 | Armenia                                                               | Qual. Euro 2008                                                       | -                                                                     |                                                                       |
| 17-11-2007                                                            | Katowice                                                              | Polonia                                                               | 2 – 0                                                                 | Belgio                                                                | Qual. Euro 2008                                                       | -                                                                     | 61’                                                                   |
| 21-11-2007                                                            | Baku                                                                  | Azerbaigian                                                           | 0 – 1                                                                 | Belgio                                                                | Qual. Euro 2008                                                       | -                                                                     | 46’                                                                   |
| 30-5-2008                                                             | Firenze                                                               | Italia                                                                | 3 – 1                                                                 | Belgio                                                                | Amichevole                                                            | -                                                                     | 57’                                                                   |
| 20-8-2008                                                             | Norimberga                                                            | Germania                                                              | 2 – 0                                                                 | Belgio                                                                | Amichevole                                                            | -                                                                     | 61’                                                                   |
| 6-9-2008                                                              | Liegi                                                                 | Belgio                                                                | 3 – 2                                                                 | Estonia                                                               | Qual. Mondiali 2010                                                   | 1                                                                     |                                                                       |
| 10-9-2008                                                             | Istanbul                                                              | Turchia                                                               | 1 – 1                                                                 | Belgio                                                                | Qual. Mondiali 2010                                                   | -                                                                     | 46’                                                                   |
| 11-10-2008                                                            | Bruxelles                                                             | Belgio                                                                | 2 – 0                                                                 | Armenia                                                               | Qual. Mondiali 2010                                                   | -                                                                     | 72’                                                                   |
| 15-10-2008                                                            | Bruxelles                                                             | Belgio                                                                | 1 – 2                                                                 | Spagna                                                                | Qual. Mondiali 2010                                                   | -                                                                     | 73’                                                                   |
| 11-2-2009                                                             | Genk                                                                  | Belgio                                                                | 2 – 0                                                                 | Slovenia                                                              | Amichevole                                                            | -                                                                     | 59’                                                                   |
| 28-3-2009                                                             | Bruxelles                                                             | Belgio                                                                | 2 – 4                                                                 | Bosnia ed Erzegovina                                                  | Qual. Mondiali 2010                                                   | -                                                                     | 58’                                                                   |
| 12-8-2009                                                             | Teplice                                                               | Rep. Ceca                                                             | 3 – 1                                                                 | Belgio                                                                | Amichevole                                                            | -                                                                     |                                                                       |
| 5-9-2009                                                              | La Coruña                                                             | Spagna                                                                | 5 – 0                                                                 | Belgio                                                                | Qual. Mondiali 2010                                                   | -                                                                     |                                                                       |
| 9-9-2009                                                              | Erevan                                                                | Armenia                                                               | 2 – 1                                                                 | Belgio                                                                | Qual. Mondiali 2010                                                   | -                                                                     |                                                                       |
| 19-5-2010                                                             | Bruxelles                                                             | Belgio                                                                | 2 – 1                                                                 | Bulgaria                                                              | Amichevole                                                            | -                                                                     | 83’                                                                   |
| 11-8-2010                                                             | Turku                                                                 | Finlandia                                                             | 1 – 0                                                                 | Belgio                                                                | Amichevole                                                            | -                                                                     | 46’                                                                   |
| 3-9-2010                                                              | Bruxelles                                                             | Belgio                                                                | 0 – 1                                                                 | Germania                                                              | Qual. Euro 2012                                                       | -                                                                     | 73’                                                                   |
| 17-11-2010                                                            | Voronež                                                               | Russia                                                                | 0 – 2                                                                 | Belgio                                                                | Amichevole                                                            | -                                                                     |                                                                       |
| 25-3-2011                                                             | Vienna                                                                | Austria                                                               | 0 – 2                                                                 | Belgio                                                                | Qual. Euro 2012                                                       | -                                                                     |                                                                       |
| 29-3-2011                                                             | Bruxelles                                                             | Belgio                                                                | 4 – 1                                                                 | Azerbaigian                                                           | Qual. Euro 2012                                                       | -                                                                     | 90’                                                                   |
| 3-6-2011                                                              | Bruxelles                                                             | Belgio                                                                | 1 – 1                                                                 | Turchia                                                               | Qual. Euro 2012                                                       | -                                                                     | 37’ 88’                                                               |
| 7-10-2011                                                             | Bruxelles                                                             | Belgio                                                                | 4 – 1                                                                 | Kazakistan                                                            | Qual. Euro 2012                                                       | -                                                                     | 75’                                                                   |
| 11-11-2011                                                            | Liegi                                                                 | Belgio                                                                | 2 – 1                                                                 | Romania                                                               | Amichevole                                                            | -                                                                     | 78’ 79’                                                               |
| 29-2-2012                                                             | Candia                                                                | Grecia                                                                | 1 – 1                                                                 | Belgio                                                                | Amichevole                                                            | -                                                                     | 82’                                                                   |
| 25-5-2012                                                             | Bruxelles                                                             | Belgio                                                                | 2 – 2                                                                 | Montenegro                                                            | Amichevole                                                            | -                                                                     | 87’                                                                   |
| 15-8-2012                                                             | Bruxelles                                                             | Belgio                                                                | 4 – 2                                                                 | Paesi Bassi                                                           | Amichevole                                                            | -                                                                     |                                                                       |
| 11-9-2012                                                             | Bruxelles                                                             | Belgio                                                                | 1 – 1                                                                 | Croazia                                                               | Qual. Mondiali 2014                                                   | -                                                                     | 67’                                                                   |
| 14-11-2012                                                            | Bucarest                                                              | Romania                                                               | 2 – 1                                                                 | Belgio                                                                | Amichevole                                                            | -                                                                     | 57’                                                                   |
| 29-5-2013                                                             | Cleveland                                                             | Stati Uniti                                                           | 2 – 4                                                                 | Belgio                                                                | Amichevole                                                            | -                                                                     | 77’                                                                   |
| 6-9-2013                                                              | Glasgow                                                               | Scozia                                                                | 0 – 2                                                                 | Belgio                                                                | Qual. Mondiali 2014                                                   | 1                                                                     | 87’                                                                   |
| 11-10-2013                                                            | Zagabria                                                              | Croazia                                                               | 1 – 2                                                                 | Belgio                                                                | Qual. Mondiali 2014                                                   | -                                                                     | 84’                                                                   |
| 14-11-2013                                                            | Bruxelles                                                             | Belgio                                                                | 0 – 2                                                                 | Colombia                                                              | Amichevole                                                            | -                                                                     | 58’                                                                   |
| 19-11-2013                                                            | Bruxelles                                                             | Belgio                                                                | 2 – 3                                                                 | Giappone                                                              | Amichevole                                                            | -                                                                     | 72’                                                                   |
| 26-5-2014                                                             | Genk                                                                  | Belgio                                                                | 5 – 1                                                                 | Lussemburgo                                                           | Amichevole                                                            | -                                                                     | 46’                                                                   |
| 7-6-2014                                                              | Bruxelles                                                             | Belgio                                                                | 1 – 0                                                                 | Tunisia                                                               | Amichevole                                                            | -                                                                     |                                                                       |
| 26-6-2014                                                             | San Paolo                                                             | Corea del Sud                                                         | 0 – 1                                                                 | Belgio                                                                | Mondiali 2014 - 1º turno                                              | -                                                                     | 44’                                                                   |
| 4-9-2014                                                              | Liegi                                                                 | Belgio                                                                | 2 – 0                                                                 | Australia                                                             | Amichevole                                                            | -                                                                     | 63’                                                                   |
| 10-10-2014                                                            | Bruxelles                                                             | Belgio                                                                | 6 – 0                                                                 | Andorra                                                               | Qual. Euro 2016                                                       | -                                                                     |                                                                       |
| 13-10-2014                                                            | Zenica                                                                | Bosnia ed Erzegovina                                                  | 1 – 1                                                                 | Belgio                                                                | Qual. Euro 2016                                                       | -                                                                     | 78’                                                                   |
| 1-9-2016                                                              | Bruxelles                                                             | Belgio                                                                | 0 – 2                                                                 | Spagna                                                                | Amichevole                                                            | -                                                                     | 87’                                                                   |
| 10-10-2016                                                            | Faro                                                                  | Gibilterra                                                            | 0 – 6                                                                 | Belgio                                                                | Qual. Mondiali 2018                                                   | -                                                                     |                                                                       |
| 9-11-2016                                                             | Amsterdam                                                             | Paesi Bassi                                                           | 1 – 1                                                                 | Belgio                                                                | Amichevole                                                            | -                                                                     | 82’                                                                   |
| 14-11-2017                                                            | Bruges                                                                | Belgio                                                                | 1 – 0                                                                 | Giappone                                                              | Amichevole                                                            | -                                                                     | 84’                                                                   |
| Totale                                                                |                                                                       | Presenze                                                              | 52                                                                    |                                                                       | Reti                                                                  | 2                                                                     |                                                                       |

### Statistiche da allenatore
Statistiche aggiornate al 3 dicembre 2023.
| Stagione        | Squadra         | Campionato      | Campionato | Campionato | Campionato | Campionato | Coppe nazionali | Coppe nazionali | Coppe nazionali | Coppe nazionali | Coppe nazionali | Coppe continentali | Coppe continentali | Coppe continentali | Coppe continentali | Coppe continentali | Altre coppe | Altre coppe | Altre coppe | Altre coppe | Altre coppe | Totale | Totale | Totale | Totale | % Vittorie | Piazzamento |
| Stagione        | Squadra         | Comp            | G          | V          | N          | P          | Comp            | G               | V               | N               | P               | Comp               | G                  | V                  | N                  | P                  | Comp        | G           | V           | N           | P           | G      | V      | N      | P      | %          | Piazzamento |
| --------------- | --------------- | --------------- | ---------- | ---------- | ---------- | ---------- | --------------- | --------------- | --------------- | --------------- | --------------- | ------------------ | ------------------ | ------------------ | ------------------ | ------------------ | ----------- | ----------- | ----------- | ----------- | ----------- | ------ | ------ | ------ | ------ | ---------- | ----------- |
| ott. 2022-2023  | Malines         | D1              | 22         | 8          | 5          | 9          | CB              | 5               | 4               | 0               | 1               | -                  | -                  | -                  | -                  | -                  | -           | -           | -           | -           | -           | 27     | 12     | 5      | 10     | 44,44      | Sub, 13°    |
| 2023-2024       | Malines         | D1              | 16         | 5          | 3          | 8          | CB              | 1               | 0               | 0               | 1               | -                  | -                  | -                  | -                  | -                  | SB          | 1           | 0           | 1           | 0           | 18     | 5      | 3      | 10     | 27,78      |             |
| Totale carriera | Totale carriera | Totale carriera | 25         | 8          | 6          | 11         |                 | 5               | 4               | 0               | 1               |                    | -                  | -                  | -                  | -                  |             | 1           | 0           | 1           | 0           | 31     | 12     | 7      | 12     | 38,71      |             |

## Palmarès

### Club

#### Competizioni nazionali
- Campionato belga: 2

Standard Liegi: 2007-2008, 2008-2009
- Supercoppa del Belgio: 3

Standard Liegi: 2008, 2009
Anderlecht: 2014
- Coppa del Belgio: 1

Standard Liegi: 2010-2011
- Campionato portoghese: 2

Porto: 2011-2012, 2012-2013
- Supercoppa di Portogallo: 2

Porto: 2012, 2013

### Individuale
- Calciatore belga dell'anno: 1

2007